# Ústřední výbor Komunistické strany Číny
Ústřední výbor Komunistické strany Číny (ÚV KS Číny, čínsky v českém přepisu Čung-kuo Kung-čchan-tang Čung-jang Wej-jüan-chuej, pchin-jinem Zhōngguó Gòngchǎndǎng Zhōngyāng Wěiyuánhuì, znaky zjednodušené 中国共产党中央委员会, tradiční 中國共產黨中央委員會) je nejvyšším vedením Komunistické strany Číny. Současný 20. Ústřední výbor se skládá z 205 právoplatných členů a 171 „kandidátů“. Primární rozdíl mezi řádnými členy a kandidáty spočívá v tom, že řádní členové mají hlasovací práva. Kandidáti se účastní plenárních zasedání Ústředního výboru a pravděpodobně mohou vyjádřit své názory na problémy, ale nemají právo hlasovat. Kandidáti mohou být povýšeni na řádné členy, pokud řádný člen zemře ve funkci, odstoupí nebo je odvolán z orgánu. Prioritu vzestupu na status řádného člena má náhradní člen, který na předchozím sjezdu strany získal nejvyšší počet hlasů pro.
Ústřední výbor je volen na pět let, přičemž se schází přinejmenším jednou ročně. V mezidobí vykonává jeho pravomoci pětadvacetičlenné politbyro ústředního výboru Komunistické strany Číny a sedmičlenný stálý výbor politbyra.
Podle ústavy KSČ má ústřední výbor pravomoc volit generálního tajemníka a členy politbyra a jeho stálého výboru, jakož i ústřední vojenskou komisi. Také schvaluje složení sekretariátu.

## Členové
Funkční období každého člena ústředního výboru je pětileté. Členové jsou nominálně voleni jednou za pět let Sjezdem Komunistické strany Číny. V praxi se výběrový proces provádí soukromě, obvykle prostřednictvím konzultací s politbyrem KSČ a jeho odpovídajícím stálým výborem. Členové a náhradníci ústředního výboru musí mít stranickou praxi delší než pět let. Počet členů a náhradníků ústředního výboru stanoví celostátní kongres. Uvolní-li se člen ÚV, bude obsazen náhradníky ÚV v pořadí podle počtu obdržených hlasů.
Členové jsou voleni národními kongresy prostřednictvím potvrzovacího hlasování (tj. hlasování „ano“, „ne“ nebo se zdržet hlasování) na kandidátní listině, kde počet kandidátů převyšuje počet dostupných míst.

## Historie
Ústřední výbor Komunistické strany Číny byl založen na Pátém národním kongresu Komunistické strany Číny v roce 1927, čímž nahradil Ústřední výkonný výbor Komunistické strany Číny.
Během několika dalších desetiletí sloužil k potvrzení vedení strany a legitimizaci vojenských, strategických a zahraničních rozhodnutí strany. V období druhé čínsko-japonské války a čínské občanské války v letech 1937 až 1949 se ústřední výbor scházel jen zřídka, částečně kvůli logistickým potížím se shromažďováním vedoucích kádrů zapojených do různých dějišť války a agitace.
Počínaje rokem 1949 při založení Čínské lidové republiky se ústřední výbor postupně přeměnil z revolučního orgánu na orgán řídící.
Od začátku ekonomických reforem v roce 1978 se ústřední výbor obvykle skládal z vedoucích představitelů strany, vlády, provincií a armády.
Od 17. sjezdu strany zaznamenal ústřední výbor nárůst počtu představitelů regionálního vedení. Vytvořil se 17. ústřední výbor s každým tajemníkem strany a guvernérem na úrovni provincie, kteří získali plné místo v ústředním výboru. Vzestup regionálního zastoupení stran šel na úkor vládních ministerstev.

## Hlavní představitelé
Generální tajemník Ústředního výboru Komunistické strany Číny
- Čchen Tu-siou (11. ledna 1925 – 7. srpna 1927)
- Siang Čung-fa (19. července 1928 – 22. června 1931)
- Wang Ming (červen 1931 – 15. září 1931)
- Čchin Pang-sien (15. ledna 1934 – 25. ledna 1935) spíše znám pod pseudonymem Po Ku působil už od 15. září 1931
- Čang Wen-tchien (15. ledna 1935 – 11. června 1945)

Od 20. března 1943 už generální tajemník nebyl hlavní osobou ve vedení ÚV KSČ.
Předseda Ústředního výboru Komunistické strany Číny
- Mao Ce-tung (19. června 1945 – 9. září 1976)
- Chua Kuo-feng (7. října 1976 – 28. června 1981)
- Chu Jao-pang (29. června 1981 – 12. září 1982)

Generální tajemník Ústředního výboru Komunistické strany Číny
- Chu Jao-pang (12. září 1982 – 16. ledna 1987)
- Čao C’-jang (16. ledna 1987 – 24. června 1989)
- Ťiang Ce-min (24. června 1989 – 15. listopadu 2002)
- Chu Ťin-tchao (15. listopadu 2002 – 15. listopadu 2012)
- Si Ťin-pching (15. listopadu 2012 – úřadující